# Cupa Davis baraj 2008
Articol principal Cupa Davis
Acest articol oferă detalii despre Barajul Cupei Davis 2008 care a avut loc în perioada 19 - 21 septembrie 2008. Cele opt echipe care au pierdut în primul tur al Cupei Davis s-au întâlnit cu cele opt echipe câștigătoare ale Grupei I, câștigătoarele urmând să facă parte din grupa mondială 2009.
| Echipa gazdă  | Scor | Echipa oaspete |
| ------------- | ---- | -------------- |
| Chile         | 3-2  | Australia      |
| Regatul Unit  | 2-3  | Austria        |
| Elveția       | 4-1  | Belgia         |
| Croația       | 4-1  | Brazilia       |
| Israel        | 4-1  | Peru           |
| Țările de Jos | 3-2  | Coreea de Sud  |
| România       | 4-1  | India          |
| Slovacia      | 1-4  | Serbia         |

## Rezultate
| | Chile | 3                               | -     | 2     | Australia |       |   |
| --- | ----- | ------------------------------- | ----- | ----- | --------- | ----- | - |
| Estadio Militar Antofagasta, Antofagasta, Chile |       |                                 |       |       |           |       |   |
| 19 - 21 septembrie 2008 |       |                                 |       |       |           |       |   |
| \| 1 \| \| Nicolas Massu \| 7 \| 7 \| 3 \| 7 \| \| \| 1 \| \| Chris Guccione \| 6 (4) \| 6 (5) \| 6 \| 6 (2) \| \| \| 2 \| \| Fernando Gonzalez \| 6 \| 6 \| 6 \| \| \| \| 2 \| \| Peter Luczak \| 2 \| 2 \| 3 \| \| \| \| 3 \| \| Fernando Gonzalez-Nicolas Massu \| 7 \| 6 (8) \| 3 \| 7 \| 5 \| \| 3 \| \| Carsten Ball-Chris Guccione \| 6 (5) \| 7 \| 6 \| 5 \| 7 \| \| \| \| \| \| \| \| \| \| \| 4 \| \| Fernando Gonzalez \| 7 \| 7 \| 6 \| \| \| \| 4 \| \| Chris Guccione \| 6 (3) \| 5 \| 3 \| \| \| \| \| \| \| \| \| \| \| \| \| 5 \| \| Paul Capdeville \| 3 \| 6 (3) \| \| \| \| \| 5 \| \| Carsten Ball \| 6 \| 7 \| \| \| \| \| \| \| \| \| \| \| \| \| |       |                                 |       |       |           |       |   |
| 1 |       | Nicolas Massu                   | 7     | 7     | 3         | 7     |   |
| 1 |       | Chris Guccione                  | 6 (4) | 6 (5) | 6         | 6 (2) |   |
| 2 |       | Fernando Gonzalez               | 6     | 6     | 6         |       |   |
| 2 |       | Peter Luczak                    | 2     | 2     | 3         |       |   |
| 3 |       | Fernando Gonzalez-Nicolas Massu | 7     | 6 (8) | 3         | 7     | 5 |
| 3 |       | Carsten Ball-Chris Guccione     | 6 (5) | 7     | 6         | 5     | 7 |
| |       |                                 |       |       |           |       |   |
| 4 |       | Fernando Gonzalez               | 7     | 7     | 6         |       |   |
| 4 |       | Chris Guccione                  | 6 (3) | 5     | 3         |       |   |
| |       |                                 |       |       |           |       |   |
| 5 |       | Paul Capdeville                 | 3     | 6 (3) |           |       |   |
| 5 |       | Carsten Ball                    | 6     | 7     |           |       |   |
| |       |                                 |       |       |           |       |   |

| | Marea Britanie | 2                           | - | 3     | Austria |   |  |
| --- | -------------- | --------------------------- | - | ----- | ------- | - |  |
| Estadio Militar Antofagasta, Antofagasta, Chile |                |                             |   |       |         |   |  |
| 19 - 21 septembrie 2008 |                |                             |   |       |         |   |  |
| \| 1 \| \| Alex Bogdanovic \| 6 \| 6 (3) \| 2 \| 1 \| \| \| 1 \| \| Jurgen Melzer \| 3 \| 7 \| 6 \| 6 \| \| \| 2 \| \| Andy Murray \| 6 \| 6 \| 6 \| \| \| \| 2 \| \| Alexander Peya \| 4 \| 1 \| 3 \| \| \| \| 3 \| \| Ross Hutchins-Jamie Murray \| 4 \| 3 \| 1 \| \| \| \| 3 \| \| Julian Knowle-Jurgen Melzer \| 6 \| 6 \| 6 \| \| \| \| \| \| \| \| \| \| \| \| \| 4 \| \| Andy Murray \| 6 \| 5 \| 6 \| 6 \| \| \| 4 \| \| Jurgen Melzer \| 4 \| 7 \| 4 \| 1 \| \| \| \| \| \| \| \| \| \| \| \| 5 \| \| Alex Bogdanovic \| 6 \| 4 \| 4 \| 2 \| \| \| 5 \| \| Alexander Peya \| 2 \| 6 \| 6 \| 6 \| \| \| \| \| \| \| \| \| \| \| |                |                             |   |       |         |   |  |
| 1 |                | Alex Bogdanovic             | 6 | 6 (3) | 2       | 1 |  |
| 1 |                | Jurgen Melzer               | 3 | 7     | 6       | 6 |  |
| 2 |                | Andy Murray                 | 6 | 6     | 6       |   |  |
| 2 |                | Alexander Peya              | 4 | 1     | 3       |   |  |
| 3 |                | Ross Hutchins-Jamie Murray  | 4 | 3     | 1       |   |  |
| 3 |                | Julian Knowle-Jurgen Melzer | 6 | 6     | 6       |   |  |
| |                |                             |   |       |         |   |  |
| 4 |                | Andy Murray                 | 6 | 5     | 6       | 6 |  |
| 4 |                | Jurgen Melzer               | 4 | 7     | 4       | 1 |  |
| |                |                             |   |       |         |   |  |
| 5 |                | Alex Bogdanovic             | 6 | 4     | 4       | 2 |  |
| 5 |                | Alexander Peya              | 2 | 6     | 6       | 6 |  |
| |                |                             |   |       |         |   |  |

| | Elveția | 4                                | -     | 1     | Belgia |   |   |
| --- | ------- | -------------------------------- | ----- | ----- | ------ | - | - |
| Centre Intercommunal de Glace Malley, Lausanne, Elveția |         |                                  |       |       |        |   |   |
| 19 - 21 septembrie 2008 |         |                                  |       |       |        |   |   |
| \| 1 \| \| Stanislas Wawrinka \| 6 (3) \| 6 \| 6 \| 2 \| 6 \| \| 1 \| \| Steve Darcis \| 7 \| 1 \| 3 \| 6 \| 4 \| \| 2 \| \| Roger Federer \| 7 \| 6 \| 6 \| \| \| \| 2 \| \| Kristof Vliegen \| 6 \| 4 \| 2 \| \| \| \| 3 \| \| Roger Federer-Stanislas Wawrinka \| 4 \| 7 \| 6 \| 6 \| \| \| 3 \| \| Xavier Malisse-Olivier Rochus \| 6 \| 6 (6) \| 3 \| 3 \| \| \| \| \| \| \| \| \| \| \| \| 4 \| \| Stephane Bohli \| 6 \| 1 \| 6 \| \| \| \| 4 \| \| Steve Darcis \| 3 \| 6 \| 3 \| \| \| \| \| \| \| \| \| \| \| \| \| 5 \| \| Yves Allegro \| 3 \| 2 \| \| \| \| \| 5 \| \| Xavier Malisse \| 6 \| 6 \| \| \| \| \| \| \| \| \| \| \| \| \| |         |                                  |       |       |        |   |   |
| 1 |         | Stanislas Wawrinka               | 6 (3) | 6     | 6      | 2 | 6 |
| 1 |         | Steve Darcis                     | 7     | 1     | 3      | 6 | 4 |
| 2 |         | Roger Federer                    | 7     | 6     | 6      |   |   |
| 2 |         | Kristof Vliegen                  | 6     | 4     | 2      |   |   |
| 3 |         | Roger Federer-Stanislas Wawrinka | 4     | 7     | 6      | 6 |   |
| 3 |         | Xavier Malisse-Olivier Rochus    | 6     | 6 (6) | 3      | 3 |   |
| |         |                                  |       |       |        |   |   |
| 4 |         | Stephane Bohli                   | 6     | 1     | 6      |   |   |
| 4 |         | Steve Darcis                     | 3     | 6     | 3      |   |   |
| |         |                                  |       |       |        |   |   |
| 5 |         | Yves Allegro                     | 3     | 2     |        |   |   |
| 5 |         | Xavier Malisse                   | 6     | 6     |        |   |   |
| |         |                                  |       |       |        |   |   |

| | Croația | 4                        | -     | 1     | Brazilia |       |   |
| --- | ------- | ------------------------ | ----- | ----- | -------- | ----- | - |
| Športski centar Višnjik, Zadar, Croația |         |                          |       |       |          |       |   |
| 19 - 21 septembrie 2008 |         |                          |       |       |          |       |   |
| \| 1 \| \| Mario Ancic \| 6 \| 7 \| 7 \| \| \| \| 1 \| \| Thomaz Bellucci \| 2 \| 6 (4) \| 6 (3) \| \| \| \| 2 \| \| Ivo Karlovic \| 7 \| 7 \| 7 \| \| \| \| 2 \| \| Thiago Alves \| 6 (5) \| 6 (3) \| 5 \| \| \| \| 3 \| \| Ivo Karlovic-Lovro Zovko \| 7 \| 2 \| 5 \| 7 \| 3 \| \| 3 \| \| Marcelo Melo-Andre Sa \| 6 (3) \| 6 \| 7 \| 6 (5) \| 6 \| \| \| \| \| \| \| \| \| \| \| 4 \| \| Ivo Karlovic \| 7 \| 6 \| 6 (6) \| \| \| \| 4 \| \| Thomaz Bellucci \| 6 (5) \| 4 \| 7 \| \| \| \| \| \| \| \| \| \| \| \| \| 5 \| \| Roko Karanusic \| 7 \| 4 \| 7 \| \| \| \| 5 \| \| Thiago Alves \| 6 (4) \| 6 \| 6 (5) \| \| \| \| \| \| \| \| \| \| \| \| |         |                          |       |       |          |       |   |
| 1 |         | Mario Ancic              | 6     | 7     | 7        |       |   |
| 1 |         | Thomaz Bellucci          | 2     | 6 (4) | 6 (3)    |       |   |
| 2 |         | Ivo Karlovic             | 7     | 7     | 7        |       |   |
| 2 |         | Thiago Alves             | 6 (5) | 6 (3) | 5        |       |   |
| 3 |         | Ivo Karlovic-Lovro Zovko | 7     | 2     | 5        | 7     | 3 |
| 3 |         | Marcelo Melo-Andre Sa    | 6 (3) | 6     | 7        | 6 (5) | 6 |
| |         |                          |       |       |          |       |   |
| 4 |         | Ivo Karlovic             | 7     | 6     | 6 (6)    |       |   |
| 4 |         | Thomaz Bellucci          | 6 (5) | 4     | 7        |       |   |
| |         |                          |       |       |          |       |   |
| 5 |         | Roko Karanusic           | 7     | 4     | 7        |       |   |
| 5 |         | Thiago Alves             | 6 (4) | 6     | 6 (5)    |       |   |
| |         |                          |       |       |          |       |   |

| | Israel | 4                            | -     | 1 | Peru  |   |  |
| --- | ------ | ---------------------------- | ----- | - | ----- | - |  |
| Israel Tennis Center, Ramat HaSharon, Israel |        |                              |       |   |       |   |  |
| 19 - 21 septembrie 2008 |        |                              |       |   |       |   |  |
| \| 1 \| \| Harel Levy \| 5 \| 7 \| 6 (3) \| 3 \| \| \| 1 \| \| Luis Horna \| 7 \| 5 \| 7 \| 6 \| \| \| 2 \| \| Dudi Sela \| 6 \| 6 \| 3 \| 6 \| \| \| 2 \| \| Ivan Miranda \| 2 \| 1 \| 6 \| 4 \| \| \| 3 \| \| Harel Levy-Andy Ram \| 6 \| 6 \| 6 \| \| \| \| 3 \| \| Mauricio Echazú-Matías Silva \| 1 \| 1 \| 2 \| \| \| \| \| \| \| \| \| \| \| \| \| 4 \| \| Dudi Sela \| 6 (6) \| 6 \| 6 \| 6 \| \| \| 4 \| \| Luis Horna \| 7 \| 4 \| 1 \| 2 \| \| \| \| \| \| \| \| \| \| \| \| 5 \| \| Noam Okun \| 6 \| 5 \| 6 \| \| \| \| 5 \| \| Ivan Miranda \| 4 \| 7 \| 3 \| \| \| \| \| \| \| \| \| \| \| \| |        |                              |       |   |       |   |  |
| 1 |        | Harel Levy                   | 5     | 7 | 6 (3) | 3 |  |
| 1 |        | Luis Horna                   | 7     | 5 | 7     | 6 |  |
| 2 |        | Dudi Sela                    | 6     | 6 | 3     | 6 |  |
| 2 |        | Ivan Miranda                 | 2     | 1 | 6     | 4 |  |
| 3 |        | Harel Levy-Andy Ram          | 6     | 6 | 6     |   |  |
| 3 |        | Mauricio Echazú-Matías Silva | 1     | 1 | 2     |   |  |
| |        |                              |       |   |       |   |  |
| 4 |        | Dudi Sela                    | 6 (6) | 6 | 6     | 6 |  |
| 4 |        | Luis Horna                   | 7     | 4 | 1     | 2 |  |
| |        |                              |       |   |       |   |  |
| 5 |        | Noam Okun                    | 6     | 5 | 6     |   |  |
| 5 |        | Ivan Miranda                 | 4     | 7 | 3     |   |  |
| |        |                              |       |   |       |   |  |

| | Olanda | 3                               | - | 2 | Coreea de Sud |   |  |
| --- | ------ | ------------------------------- | - | - | ------------- | - |  |
| Omnisport Apeldoorn, Apeldoorn, Olanda |        |                                 |   |   |               |   |  |
| 19 - 21 septembrie 2008 |        |                                 |   |   |               |   |  |
| \| 1 \| \| Thiemo de Bakker \| 4 \| 3 \| 3 \| \| \| \| 1 \| \| Hyung-taik Lee \| 6 \| 6 \| 6 \| \| \| \| 2 \| \| Jesse Huta Galung \| 6 \| 6 \| 5 \| 6 \| \| \| 2 \| \| Kyu-tae Im \| 3 \| 3 \| 7 \| 2 \| \| \| 3 \| \| Jesse Huta Galung-Peter Wessels \| 4 \| 6 \| 6 \| 6 \| \| \| 3 \| \| Woong-sun Jun-Hyung-taik Lee \| 6 \| 4 \| 4 \| 3 \| \| \| \| \| \| \| \| \| \| \| \| 4 \| \| Jesse Huta Galung \| 6 \| 1 \| 6 (5) \| 2 \| \| \| 4 \| \| Hyung-taik Lee \| 1 \| 6 \| 7 \| 6 \| \| \| \| \| \| \| \| \| \| \| \| 5 \| \| Thiemo de Bakker \| 6 \| 6 \| 6 \| \| \| \| 5 \| \| Woong-sun Jun \| 2 \| 1 \| 3 \| \| \| \| \| \| \| \| \| \| \| \| |        |                                 |   |   |               |   |  |
| 1 |        | Thiemo de Bakker                | 4 | 3 | 3             |   |  |
| 1 |        | Hyung-taik Lee                  | 6 | 6 | 6             |   |  |
| 2 |        | Jesse Huta Galung               | 6 | 6 | 5             | 6 |  |
| 2 |        | Kyu-tae Im                      | 3 | 3 | 7             | 2 |  |
| 3 |        | Jesse Huta Galung-Peter Wessels | 4 | 6 | 6             | 6 |  |
| 3 |        | Woong-sun Jun-Hyung-taik Lee    | 6 | 4 | 4             | 3 |  |
| |        |                                 |   |   |               |   |  |
| 4 |        | Jesse Huta Galung               | 6 | 1 | 6 (5)         | 2 |  |
| 4 |        | Hyung-taik Lee                  | 1 | 6 | 7             | 6 |  |
| |        |                                 |   |   |               |   |  |
| 5 |        | Thiemo de Bakker                | 6 | 6 | 6             |   |  |
| 5 |        | Woong-sun Jun                   | 2 | 1 | 3             |   |  |
| |        |                                 |   |   |               |   |  |

| | România | 4                            | - | 1    | India |   |  |
| --- | ------- | ---------------------------- | - | ---- | ----- | - |  |
| Clubul Sportiv Progresul, București, România |         |                              |   |      |       |   |  |
| 19 - 21 septembrie 2008 |         |                              |   |      |       |   |  |
| \| 1 \| \| Victor Crivoi \| 7 \| 5 \| 6 \| 6 \| \| \| 1 \| \| Prakash Amritraj \| 5 \| 7 \| 2 \| 2 \| \| \| 2 \| \| Victor Hănescu \| 6 \| 6 \| 6 \| \| \| \| 2 \| \| Somdev Devvarman \| 3 \| 1 \| 0 \| \| \| \| 3 \| \| Adrian Cruciat-Horia Tecău \| 4 \| 6(0) \| 4 \| \| \| \| 3 \| \| Mahesh Bhupathi-Leander Paes \| 6 \| 7 \| 6 \| \| \| \| \| \| \| \| \| \| \| \| \| 4 \| \| Victor Hănescu \| 6 \| 6 \| 6 \| \| \| \| 4 \| \| Prakash Amritraj \| 2 \| 3 \| 1 \| \| \| \| \| \| \| \| \| \| \| \| \| 5 \| \| Victor Crivoi \| 4 \| 7 \| 6 \| \| \| \| 5 \| \| Somdev Devvarman \| 6 \| 5 \| 3 \| \| \| \| \| \| \| \| \| \| \| \| |         |                              |   |      |       |   |  |
| 1 |         | Victor Crivoi                | 7 | 5    | 6     | 6 |  |
| 1 |         | Prakash Amritraj             | 5 | 7    | 2     | 2 |  |
| 2 |         | Victor Hănescu               | 6 | 6    | 6     |   |  |
| 2 |         | Somdev Devvarman             | 3 | 1    | 0     |   |  |
| 3 |         | Adrian Cruciat-Horia Tecău   | 4 | 6(0) | 4     |   |  |
| 3 |         | Mahesh Bhupathi-Leander Paes | 6 | 7    | 6     |   |  |
| |         |                              |   |      |       |   |  |
| 4 |         | Victor Hănescu               | 6 | 6    | 6     |   |  |
| 4 |         | Prakash Amritraj             | 2 | 3    | 1     |   |  |
| |         |                              |   |      |       |   |  |
| 5 |         | Victor Crivoi                | 4 | 7    | 6     |   |  |
| 5 |         | Somdev Devvarman             | 6 | 5    | 3     |   |  |
| |         |                              |   |      |       |   |  |

| | Slovacia | 1                             | -     | 4 | Serbia |       |   |
| --- | -------- | ----------------------------- | ----- | - | ------ | ----- | - |
| Sibamac Arena, Bratislava, Slovacia |          |                               |       |   |        |       |   |
| 19 - 21 septembrie 2008 |          |                               |       |   |        |       |   |
| \| 1 \| \| Dominik Hrbaty \| 2 \| 4 \| 3 \| \| \| \| 1 \| \| Novak Djokovic \| 6 \| 6 \| 6 \| \| \| \| 2 \| \| Lukas Lacko \| 7 \| 6 \| 4 \| 6 (5) \| 6 \| \| 2 \| \| Janko Tipsarevic \| 6 (3) \| 4 \| 6 \| 7 \| 8 \| \| 3 \| \| Michal Mertinak-Filip Polasek \| 6 (8) \| 4 \| 7 \| 6 (5) \| \| \| 3 \| \| Viktor Troicki-Nenad Zimonjic \| 7 \| 6 \| 6 (7) \| 7 \| \| \| \| \| \| \| \| \| \| \| \| 4 \| \| Lukas Lacko \| 3 \| 4 \| \| \| \| \| 4 \| \| Viktor Troicki \| 6 \| 6 \| \| \| \| \| \| \| \| \| \| \| \| \| \| 5 \| \| Filip Polasek \| \| \| \| \| \| \| 5 \| N/A \| \| \| \| \| \| \| \| \| \| \| \| \| \| \| \| |          |                               |       |   |        |       |   |
| 1 |          | Dominik Hrbaty                | 2     | 4 | 3      |       |   |
| 1 |          | Novak Djokovic                | 6     | 6 | 6      |       |   |
| 2 |          | Lukas Lacko                   | 7     | 6 | 4      | 6 (5) | 6 |
| 2 |          | Janko Tipsarevic              | 6 (3) | 4 | 6      | 7     | 8 |
| 3 |          | Michal Mertinak-Filip Polasek | 6 (8) | 4 | 7      | 6 (5) |   |
| 3 |          | Viktor Troicki-Nenad Zimonjic | 7     | 6 | 6 (7)  | 7     |   |
| |          |                               |       |   |        |       |   |
| 4 |          | Lukas Lacko                   | 3     | 4 |        |       |   |
| 4 |          | Viktor Troicki                | 6     | 6 |        |       |   |
| |          |                               |       |   |        |       |   |
| 5 |          | Filip Polasek                 |       |   |        |       |   |
| 5 | N/A      |                               |       |   |        |       |   |
| |          |                               |       |   |        |       |   |